# Wyoming-Taschenmaus

Verbreitungsgebiet der Wyoming-Taschenmaus

Die Wyoming-Taschenmaus (Perognathus fasciatus) ist ein Nagetier in der Gattung der Seiden-Taschenmäuse, das in Nordamerika vorkommt.

## Merkmale
Mit einer Gesamtlänge von 115 bis 143 mm, inklusive eines 51 bis 69 mm langen Schwanzes und mit einem Gewicht von 8,9 bis 13,7 g ist die Art eines der kleinsten Nagetiere Kanadas. Das Fell der Oberseite hat eine olivbraune Farbe und zusätzlich sind einige schwarze Haare eingestreut. Diese stehen bei einigen Exemplaren auf dem Rücken so dicht, dass ein dunkler Aalstrich entsteht. Die weiße Unterseite ist von der dunklen Oberseite durch eine gelbbraune Linie getrennt. Selten werden gänzlich schwarze Individuen (Melanismus) angetroffen. Der Kopf ist durch einen hellen Fleck hinter jedem Ohr, durch helle Ringe um die Augen und durch große Backentaschen gekennzeichnet. Die Unterseite des Schwanzes ist nur etwas heller als die Oberseite.
Auf der Vorderseite der Schneidezähne befinden sich flache Rillen. Die Wyoming-Taschenmaus hat in jeder Kieferhälfte einen Schneidezahn, keinen Eckzahn, einen Prämolar und drei Mahlzähne, was im gesamten Gebiss 20 Zähne ergibt.

## Verbreitung
Diese Taschenmaus lebt in zentralen Bereichen Nordamerikas. Sie erreicht in Kanada das südöstliche Alberta, den Süden von Saskatchewan sowie das südwestliche Manitoba. In den USA kommt sie in den Bundesstaaten North Dakota, South Dakota, Montana, Wyoming, Nebraska und Colorado vor. Die Population im nordöstlichen Utah ist vermutlich ausgestorben.
Die Wyoming-Taschenmaus bewohnt trocken oder halbtrockene Landschaften mit sandigem oder locker lehmigem Grund. Der Bewuchs besteht vorwiegend aus Gras sowie aus vereinzelten Büschen. Die Art besucht gelegentlich Feld- und Straßenränder.

## Lebensweise
Die Exemplare sind vorwiegend nachtaktiv, doch können sie gelegentlich dämmerungsaktiv sein. Solange Weibchen nicht paarungsbereit sind, lebt jede Wyoming-Taschenmaus allein in ihrem selbstgegrabenen unterirdischen Bau, der gegen Eindringlinge verteidigt wird. Der Bau ist komplex mit mehreren Eingängen. Die Wohnkammer und die Vorratskammern liegen 30 bis 45 Zentimeter unter der Erdoberfläche. Die Art gräbt im Herbst eine Überwinterungskammer, die etwa 2 Meter tief liegt. Die Wyoming-Taschenmaus hält keinen reinen Winterschlaf, sondern sie nimmt einen Starrezustand (Torpor) ein, der von Zeit zu Zeit für die Nahrungsaufnahme unterbrochen wird. Torpor kann auch im Sommer vorkommen, wenn Nahrungsmangel herrscht.
Diese Taschenmaus frisst hauptsächlich Samen, die durch wenige Insekten ergänzt werden. Der Flüssigkeitsbedarf wird vollständig durch die Nahrung gedeckt.
Neugeborene Wyoming-Taschenmäuse konnte zwischen Mitte Mai und Anfang Juni sowie im späten Juli und August registriert werden. Es ist jedoch noch nicht geklärt, ob Weibchen zu beiden Zeiten Nachwuchs zeugen können oder ob nur ein Wurf pro Jahr möglich ist. Pro Wurf werden bis zu 10 Nachkommen geboren nach 30 Tagen Trächtigkeit. Etwa vier Wochen nach der Geburt sind die Jungtiere selbstständig. Die Geschlechtsreife tritt im folgenden Frühjahr ein.
Zu den natürlichen Feinden der Wyoming-Taschenmaus zählen Eulen, Wiesel und Dachse.

## Bedrohung
Für den Bestand liegen keine Bedrohungen vor und die Gesamtpopulation wird als stabil eingeschätzt. Die Art wird von der IUCN als „nicht gefährdet“ (least concern) gelistet.